# Liste der Orgeln in Lübeck
Die Liste der Orgeln in Lübeck erfasst alle erhaltenen Pfeifenorgeln der Hansestadt Lübeck.
In der Stadt stehen über 80 Orgeln, von denen ein Dutzend älter als 100 Jahre alt sind. Weltberühmt sind die Große und Kleine Orgel in der Jakobikirche, deren gewachsener Pfeifenbestand teils aus spätgotischer Zeit stammt (1460er Jahre). Neben drei kleinen Barockorgeln aus dem 18. Jahrhundert sind einige Instrumente aus der deutsch-romantischen Epoche erhalten. Auf das Lübecker Unternehmen Kemper & Sohn gehen etwa 15 Instrumente zurück, auf Klaus Becker sieben, auf E. F. Walcker & Cie. sechs und auf Marcussen & Søn und Hinrich Otto Paschen jeweils fünf Werke. Die Orgeln stehen in Kirchen, Kapellen, Krankenhäusern, Konzertsälen, der Universität und der Diakonie Nord Nord Ost (Vorwerker Diakonie) oder befinden sich in Privatbesitz. Die Musikhochschule Lübeck verfügt über zehn Instrumente.
In der fünften Spalte bezeichnet die römische Zahl die Anzahl der Manuale, ein großes „P“ ein selbstständiges Pedal, ein kleines „p“ ein nur angehängtes Pedal und die arabische Zahl in der vorletzten Spalte die Anzahl der klingenden Register.
| Gebäude                                     | Bild | Orgelbauer                                                    | Jahr                             | Manuale | Register | Anmerkungen |
| ------------------------------------------- | ---- | ------------------------------------------------------------- | -------------------------------- | ------- | -------- | --- |
| Adventkirche                                |      | Stahlhuth                                                     | 1982                             | II/P    | 21       | |
| Aegidienkirche (Große Orgel)                |      | Johannes Klais                                                | 1982                             | III/P   | 42       | hinter dem historischen Prospekt von Hans Scherer dem Jüngeren (1624–1625), Prospektpfeifen von Hans Hantelmann (1714–1715)                                                                        |
| Aegidienkirche (Positiv)                    |      | Klaus Becker                                                  | 1980                             | I/p     | 4        | Register aus älteren Beständen (3 von 1940) |
| St. Andreas (Schlutup)                      |      | P. Bruhn & Søn                                                | 1989                             | II/P    | 21       | Rückpositiv schwellbar |
| St.-Annen-Museum                            |      | unbekannt                                                     | 1720                             | I       | 5        | Kabinettorgel, die 1902 ins Katharineum zu Lübeck umgesetzt wurde |
| Auferstehungskirche                         |      | Gebr. Hillebrand                                              | 1980                             | II/P    | 15       | |
| St. Augustinus                              |      | Emil Hammer                                                   | 1973                             | II/P    | 10       | |
| St. Bonifatius                              |      | Kemper & Sohn                                                 | 1978                             | II/P    | 14       | |
| St. Birgitta                                |      | E. F. Walcker & Cie.                                          | 1968                             | II/P    | 11       | Kirche 2024 profaniert |
| Bugenhagenkirche                            |      | Emil Hammer                                                   | 1996                             | II/P    | 20       | 4 Pedaltransmissionen |
| Christengemeinschaft                        |      | Klaus Becker                                                  | 1976                             | I       | 3        | Positiv |
| St. Christophorus (Eichholz)                |      | Kemper & Sohn                                                 | 1949                             | II/P    | 12       | bis 1951 in St. Petri (Gemeindesaal) und bis 1957 in St.-Jürgen-Kapelle |
| Dietrich-Bonhoeffer-Kapelle                 |      | W. Sauer Orgelbau Frankfurt (Oder)                            | 1968                             | I/P     | 8        | neobarockes Positiv |
| Dreifaltigkeitskirche (Lübeck-Kücknitz)     |      | Kemper & Sohn                                                 | 1967                             | II/P    | 19       | |
| Friedenskirche                              |      | Kemper & Sohn                                                 | 1957                             | II/P    | 16       | 1974 Umsetzung in neue Kirche |
| Friedhofskapelle (Travemünde)               |      | Klaus Sebastian                                               | 1984                             | I       | 4        | hinterspielig |
| Friedrich-von-Bodelschwingh-Kirche          |      | Rieger                                                        | 1983                             | II/P    | 24       | |
| St.-Georgskirche (Genin)                    |      | Kemper & Sohn, Martin Bober                                   | 1904–1905, 1976–1977             | II/P    | 16       | hinter historischem Prospekt aus dem 18. Jh.; Doppelkanzellen-Lade |
| St. Georg (Travemünde)                      |      | Klaus Becker                                                  | 1981                             | II/P    | 12       | mit Flügeltüren |
| St. Gertrudkirche                           |      | E. F. Walcker & Cie.                                          | 1910, 1980                       | II/P    | 36       | opus 1537/5744, im deutsch-romantischen Stil; 1980 um ein Auxiliaire mit 6 Registern auf Zusatzlade erweitert (im 2. Manual spielbar)                                                              |
| Heilig-Geist-Kirche                         |      | Heinz Hoffmann                                                | 1980                             | II/P    | 14       | |
| Propsteikirche Herz Jesu (Hauptorgel)       |      | Orgelbau Kuhn                                                 | 1998                             | III/P   | 30       | |
| Propsteikirche Herz Jesu (Truhenorgel)      |      | Henk Klop                                                     | 2002                             | I       | 5        | Truhenorgel mit Transponiervorrichtung |
| Jakobikirche (Große Orgel)                  |      | unbekannt, Hans Köster, Joachim Richborn, Karl Schuke         | 1465/1466/1504, 1573, 1673, 1981 | IV/P    | 64       | gewachsener Zustand: gotischer Hauptwerk-Prospekt und einiges Pfeifenmaterial, Rückpositiv von Köster, Brust- und Pedalwerk von Richborn, Wiederherstellung und Restaurierung durch Schuke → Orgel |
| Jakobikirche (Kleine Orgel)                 |      | unbekannt, Friedrich Stellwagen, Gebr. Hillebrand             | 1467/1515, 1637, 1977–1978       | III/P   | 31       | 3 gotische Register ganz und 3 teilweise, 14–15 von Stellwagen erhalten → Orgel |
| Jakobikirche (Richborn-Positiv)             |      | Mads Kjersgaard                                               | 1999–2000                        | I       | 8        | Rekonstruktion hinter dem historischen Gehäuse von Joachim Richborn (1673) → Orgel |
| Jakobikirche (Vogt-Positiv)                 |      | Theodor Vogt                                                  | um 1835                          | I       | 4        | ursprünglich Eigentum der Lübecker Loge, ab 1984 der Jakobigemeinde |
| Jakobikirche (Hugo-Distler-Hausorgel)       |      | Paul Ott                                                      | 1938                             | II/P    | 15       | ursprünglich in Stuttgart, Haus Hugo Distler; seit 1992 im Distler-Saal der Jakobikirche |
| Jakobikirche (Truhenorgel)                  |      | Johannes Rohlf                                                | 1993                             | I       | 4        | Truhenorgel mit Transponiervorrichtung; frei nach Gottlieb Näser (1734) |
| St. Johannes (Kücknitz) (Hauptorgel)        |      | Detlef Kleuker                                                | 1977                             | II/P    | 22       | |
| St. Johannes (Kücknitz) („Bindfadenorgel“)  |      | Kemper & Sohn, Klaus Becker                                   | 1946, 1988                       | I/p     | 3        | mit Fadentraktur, 1988 restauriert und umdisponiert |
| Johanneum zu Lübeck                         |      | Reinalt Johannes Klein                                        | 2010                             | II/p    | 15       | 4 Pedalregister aus dem Hauptwerk mit Wechselschleifen |
| Johann-Hinrich-Wichern-Kirche (Moisling)    |      | Kemper & Sohn                                                 | 1970                             | II/P    | 22       | im rechten Winkel gebaut |
| St. Joseph (Kücknitz)                       |      | Marcussen & Søn, Klaus Becker                                 | 1880, 1981–1982                  | I/P     | 10       | ursprünglich für Bad Segeberg gebaut (I/P/5), 1927 umgesetzt, 1981–1982 Erweiterung |
| St.-Jürgen-Kapelle                          |      | Hinrich Otto Paschen                                          | 1976                             | II/P    | 18       | |
| Katharinenkirche                            |      | Karl Kemper                                                   | 1948                             | II/P    | 20       | gegenwärtig (2012) schlechter Zustand |
| St. Konrad (Marli)                          |      | Kemper & Sohn                                                 | 1940er?                          | I/P     | 7        | ursprünglich in der Herz-Jesu-Kirche |
| Kreuzkirche                                 |      | Klaus Becker                                                  | 1974                             | II/P    | 14       | |
| St. Lorenz (Lübeck)                         |      | P. Furtwängler & Hammer, Emanuel Kemper, G. Christian Lobback | 1923, 1963–1964, 1993–1994       | III/P   | 32       | elektropneumatische Kegelladen, im deutsch-romantischen Stil; 1963–1964 Umbau im Stil des Neobarock, 1993–1994 Rückführung auf romantische Konzeption; teils Registerbestand von 1923 erhalten     |
| St. Lorenz (Travemünde) (Hauptorgel)        |      | Rudolf von Beckerath, Hinrich Otto Paschen                    | 1966, 1991                       | II/P    | 29       | 1991 Umsetzung und Erweiterung um 2 Pedalregister |
| St. Lorenz (Travemünde) (Truhenorgel)       |      | Mühleisen                                                     | 2001                             | I       | 4        | Truhenorgel mit Transponiervorrichtung |
| Lübecker Dom (Domorgel)                     |      | Marcussen & Søn                                               | 1970                             | III/P   | 47       | → Orgel |
| Lübecker Dom (Barockorgel)                  |      | Biaggio di Rosa                                               | 1777                             | I/p     | 10       | ursprünglich für Kirche in Süditalien gebaut; heute Eigentum der Musikschule Lübeck → Orgel |
| Lübecker Dom (Truhenorgel)                  |      | E. F. Walcker & Cie.                                          | 1971                             | I/p     | 6        | Truhenorgel |
| Lutherkirche                                |      | E. F. Walcker & Cie.                                          | 1986/1990                        | II/P    | 22       | |
| Marienkirche (Hauptorgel)                   |      | Kemper & Sohn                                                 | 1968                             | V/P     | 100      | |
| Marienkirche (Totentanzorgel)               |      | Alfred Führer                                                 | 1986                             | IV/P    | 56       | |
| Marienkirche (Briefkapellenorgel)           |      | Johannes Schwarz                                              | 1723                             | I       | 8        | in Bass/Diskant geteilte Register; ab 1724 in der Schlosskapelle von Dönhoffstädt, ab 1933 in Lübeck                                                                                               |
| Marienkirche (Wehde, Mengstraße 8)          |      | Hinrich Otto Paschen                                          | 1981                             | II/P    | 10       | Übungsorgel mit Koppelmanual |
| St. Markus                                  |      | Kemper & Sohn                                                 | 1972–1973                        | II/P    | 19       | 1982 aus der Jakobikirche (Große Orgel) 2 Zungenstimmen erworben, die nach Umbau nicht verwendet wurden                                                                                            |
| St. Martin                                  |      | E. F. Walcker & Cie.                                          | 1965                             | II/P    | 20       | |
| St. Matthäi                                 |      | Marcussen & Søn, Kemper & Sohn                                | 1901–1902, 1958–1959, 1970       | III/P   | 39       | elektro-pneumatische Kegelladen; Erweiterungsumbauten durch Kemper & Sohn |
| St. Michael (Siems)                         |      | Hinrich Otto Paschen                                          | 1981                             | II/P    | 11       | |
| Musikhochschule Lübeck                      |      | Rudolf von Beckerath                                          | 1967                             | II/P    | 14       | |
| Musikhochschule Lübeck                      |      | Hinrich Otto Paschen                                          | 1983                             | II/P    | 14       | mit Koppelmanual |
| Musikhochschule Lübeck                      |      | Klaus Becker                                                  | 1984                             | II/P    | 15       | ursprünglich mitteltönige Stimmung, später nach Neidhardt |
| Musikhochschule Lübeck                      |      | Rudolf von Beckerath                                          | 1984                             | II/P    | 17       | |
| Musikhochschule Lübeck                      |      | Rieger                                                        | 1984                             | II/P    | 18       | |
| Musikhochschule Lübeck                      |      | Alfred Führer                                                 | 1985                             | II/P    | 16       | mit Koppelmanual, Doppelregistratur |
| Musikhochschule Lübeck                      |      | Karl Schuke                                                   | 1985                             | III/P   | 39       | freistehender Spieltisch |
| Musikhochschule Lübeck                      |      | Cavaillé-Coll/Mutin                                           | 1903                             | II/P    | 7        | |
| Musikhochschule Lübeck, Konzertsaal         |      | Marcussen & Søn                                               | 1993–1994                        | III/P   | 50       | |
| Neuapostolische Kirche                      |      | Kemper & Sohn                                                 | 1954/1963                        | II/P    | 16       | ursprünglich für Neumünster gebaut, 1963 umgesetzt, 1991 kleine Änderung der Disposition |
| Paul-Gerhardt-Kirche (Krempelsdorf)         |      | Kemper & Sohn, Hinrich Otto Paschen                           | 1964, 1999                       | II/P    | 16       | unter Verwendung älteren Materials; 1999 neue Mechanik und 4 Register ausgetauscht |
| Petrikirche                                 |      | Hinrich Otto Paschen                                          | 1992                             | II/P    | 19       | |
| Philippuskirche (Brandenbaum)               |      | Weigle                                                        | 1958/1965/1979                   | II/P    | 19       | opus 1032; Fertigstellung in drei Bauabschnitten |
| Privatbesitz (Lübeck)                       |      | P. Bruhn & Søn                                                | 1992                             | II/P    | 7        | Stimmung nach Werckmeister |
| Privatbesitz (Travemünde)                   |      | Hey                                                           | 1985                             | I       | 3        | |
| Reformierte Kirche                          |      | E. F. Walcker & Cie.                                          | 1909/1939                        | II/P    | 19       | op. 1490; 1939 Dispositionsänderungen; Großteil der Register von 1909 erhalten oder umgearbeitet                                                                                                   |
| Sana-Klinik Lübeck                          |      | Kemper & Sohn                                                 | 1963                             | I/P     | 5        | |
| Sana-Klinik Lübeck                          |      | Kemper & Sohn                                                 | 1973                             | I/P     | 5        | |
| St. Stephanus (Karlshof)                    |      | W. Sauer Orgelbau Frankfurt (Oder)                            | 1969                             | II/P    | 17       | |
| St. Thomas (Marli)                          |      | Detlef Kleuker                                                | 1982                             | II/P    | 16       | |
| Versöhnungs-Kirche (Travemünde)             |      | Wegscheider                                                   | 2008                             | II/P    | 14       | |
| St. Vicelin                                 |      | Fischer & Krämer                                              | 1999                             | II/P    | 24       | zudem 3 Transmissionen im Pedal; als Ersatz für Orgel, die 1997 mit Kirche einem Brandanschlag zum Opfer fiel → Orgel                                                                              |
| Vorwerker Diakonie (Festsaal Mönkhofer Weg) |      | G. Christian Lobback                                          | 1991–1992                        | II/P    | 8        | |
| Haus Walter                                 |      | Emanuel Kemper                                                | um 1935                          | I/P     | 9        | Salonorgel |
| Zentralklinikum                             |      | Heinz Hoffmann                                                | 1990                             | I/p     | 5        | geteilte Register |